# لقاء في شهر العسل (فلم)
لقاء في شهر العسل  فيلم دراما وجريمة مصري للمخرج ناجي أنجلو عام 1987، كتب القصة والسيناريو والحوار المخرج والمؤلف عيسى كرامة. الفيلم من بطولة إيمان البحر درويش، إلهام شاهين، حسين الشربيني، ناهد رشدي، وصبري عبدالمنعم  وتدور الأحداث حول سفر المطرب "رؤوف وجدي" وعروسه "منى" إلى الإسماعيلية لقضاء شهر العسل واستكمال تصوير فيلم هناك، تتلقى منى مكالمة هاتفية من أخيها الذي خرج من السجن مؤخرًا والذي أخفت حقيقته عن زوجها، ليبدأ رؤوف بالشك بها، خاصة بعد تلقيه مكالمة هاتفية تخبره بخيانة زوجته.
صدر الفيلم إلى دور العرض المصرية في 13 أبريل 1987.
منح موقع قاعدة بيانات الأفلام العربية "السينما.كوم" الفيلم درجة 5.4/ 10.

## طاقم التمثيل
إيمان البحر درويش: في دور رؤوف وجدي (الممثل والمطرب)
إلهام شاهين: في دور منى (زوجة رؤوف) ونهلة (زوجة نادر)
حسين الشربيني: في دور نادر أبو النجا (رجل الأعمال وزوج نهلة)
ناهد رشدي: في دور سلوى وجدي (شقيقة رؤوف)
صبري عبد المنعم: في دور شوقي (شقيق منى)
ألفت إمام: في دور ممثلة
محسن سرحان: في دور المخرج
زياد مكوك: في دور زياد (موزع الأفلام)
عاطف رزق: في دور كاتب الفندق
محمد توفيق: في دور مدير الفندق
حسين الشريف: في دور ضابط المباحث
حمادة عساكر: في دور أمين الشرطة
أحمد العضل: في دور عوض (السائق المتهور)
صباح محمود: في دور الراقصة 

## الموسيقى وأغاني الفيلم
الموسيقى التصويرية: عمار الشريعي
الغناء: إيمان البحر درويش
أغنية "ضميني": لحن إبراهيم نصير – كلمات أحمد يحيى
أغنية "زفوا العروسة": لحن سيد درويش – كلمات بيرم التونسي 
أغنية "الصهبجية": لحن سيد مكاوي – كلمات صلاح جاهين 

## أحداث الفيلم
يقع الممثل والمطرب رؤوف وجدي (إيمان البحر) في حب منى (إلهام شاهين) ويتزوجها، ولانشغاله بتصوير آخر أفلامه بالإسماعيلية، فقد قرر قضاء شهر العسل بتلك المدينة الساحرة. يشتبه الأمر على رجل الأعمال نادر أبو النجا (حسين الشربيني)، ويظن أنه يعرف منى معرفة وثيقة، ولكنه يكتشف خطأه، وبعد هذا الموقف، تصل منى مكالمات مريبة، وبعض الورود مجهولة المرسل، وتصرفات مريبة من منى نفسها، مما يجعل الشك يتسرب لقلب الممثل رؤوف. يخرج شقيق منى، الشاب شوقي (صبري عبد المنعم)، من السجن ويسبب ذلك الحرج لمنى التي كانت تخفي هذا الأمر عن رؤوف. كان نادر أبو النجا متزوجاً من نهلة (إلهام شاهين) شبيهة منى، ولم يوفق في الزواج معها، وأراد التخلص منها، مستفيداً من بوليصة التأمين الكبيرة الصادرة لصالح زوجته عندما تزوجها. يستغل نادر الشبه بين منى وزوجته، ويقوم بإدخال الشك في قلب رؤوف بعد أن عرف كل شئ عن منى، من خلال شقيقها شوقي، الذي تعرف عليه، وأوجد له عملاً، وعرف أخبار رؤوف من خلال تعرفه على شقيقته سلوى (ناهد رشدي)، التي تقيم معه ومع زوجته منى. تلاحظ سلوى تصرفات منى المريبة، عندما يتصل بها شقيقها شوقي، وتظن أنه عشيقها، وتخشى الكشف عن هذا الأمر لشقيقها رؤوف حتى لا يتهور ويرتكب جريمة، وإحتياطياً تفرغ مسدس رؤوف من الرصاص. يقوم نادر بتحسين علاقته بزوجته نهلة، ويصحبها لرحلة للقاهرة، ويقيما بأحد الفنادق، ويقوم نادر أيضا بإثبات وجوده في أحد دور السينما، ثم يغادرها عائداَ للفندق متنكراً، ويتصل برؤوف ليخبره أن زوجته مع عشيقها بالفندق. يحضر رؤوف مسرعاً، ليكتشف أن زوجته في أحضان عشيقها نادر، وذلك لشدة الشبه بينها وبين منى زوجته، وعندما لم يجد رصاصاً في مسدسه ليقتلها، يقوم بخنقها، ثم يغادر ليكتشف نادر أن زوجته نهلة لم تمت بعد، فيقوم هو بخنقها، ويعود للسينما. لا يغادر رؤوف الفندق، ويعترف بقتله لزوجته منى، ليفاجئه رجال الشرطة بأنها ليست زوجته، وأن الضحية هي زوجة نادر. يلاحظ رئيس المباحث (حسين الشريف) أوجه الشبه بين القتيلة وزوجة رؤوف، ومع بعض الأخطاء التي وقع فيها نادر. يطلب رئيس المباحث من نادر التعرف على القتيلة في المشرحة، ويتركه مع الجثة التي وضع مكانها منى، وعندما ينفرد نادر بالجثة ويكتشف إنها على قيد الحياة، فيحاول خنقها من جديد، وهنا يطبق عليه رجال الشرطة.

## وصلات خارجية
- لقاء في شهر العسل على موقع قاعدة بيانات الأفلام العربية
- لقاء في شهر العسل على موقع الدهليز
- لقاء في شهر العسل نسخة محفوظة 7 أكتوبر 2021 على موقع واي باك مشين. على موقع كاروهات